# Wereldkampioenschap superbike van Donington 1999
Het wereldkampioenschap superbike van Donington 1999 was de derde ronde van het wereldkampioenschap superbike en de tweede ronde van het wereldkampioenschap Supersport 1999. De races werden verreden op 2 mei 1999 op Donington Park in North West Leicestershire, Verenigd Koninkrijk.

## Superbike

### Race 1
| Pos | Nr  | Rijder                | Constructeur | Rondes | Tijd        | Grid | Punten |
| --- | --- | --------------------- | ------------ | ------ | ----------- | ---- | ------ |
| 1   | 1   | Carl Fogarty          | Ducati       | 25     | 39:19.856   | 2    | 25     |
| 2   | 111 | Aaron Slight          | Honda        | 25     | +3.430      | 6    | 20     |
| 3   | 5   | Colin Edwards         | Honda        | 25     | +16.483     | 9    | 16     |
| 4   | 43  | Chris Walker          | Kawasaki     | 25     | +20.942     | 7    | 13     |
| 5   | 4   | Akira Yanagawa        | Kawasaki     | 25     | +21.424     | 4    | 11     |
| 6   | 11  | Troy Corser           | Ducati       | 25     | +24.487     | 3    | 10     |
| 7   | 46  | John Reynolds         | Ducati       | 25     | +27.092     | 12   | 9      |
| 8   | 45  | Steve Hislop          | Kawasaki     | 25     | +28.978     | 11   | 8      |
| 9   | 48  | Sean Emmett           | Ducati       | 25     | +34.962     | 13   | 7      |
| 10  | 41  | Noriyuki Haga         | Yamaha       | 25     | +37.757     | 10   | 6      |
| 11  | 20  | Doriano Romboni       | Ducati       | 25     | +39.017     | 5    | 5      |
| 12  | 51  | Niall Mackenzie       | Yamaha       | 25     | +39.325     | 14   | 4      |
| 13  | 21  | Katsuaki Fujiwara     | Suzuki       | 25     | +1:02.626   | 17   | 3      |
| 14  | 15  | Igor Jerman           | Kawasaki     | 25     | +1:17.563   | 21   | 2      |
| 15  | 27  | Frédéric Protat       | Ducati       | 25     | +1:34.368   | 23   | 1      |
| 16  | 22  | Vittoriano Guareschi  | Yamaha       | 25     | +1:35.687   | 16   |        |
| 17  | 39  | Alessandro Gramigni   | Yamaha       | 25     | +1:36.643   | 24   |        |
| NC  | 38  | Lance Isaacs          | Ducati       | 18     | +7 ronden   | 27   |        |
| DNF | 9   | Peter Goddard         | Aprilia      | 23     | Uitgevallen | 18   |        |
| DNF | 24  | Vladimír Karban       | Suzuki       | 21     | Uitgevallen | 28   |        |
| DNF | 18  | Carlos Macias Perdomo | Ducati       | 15     | Uitgevallen | 29   |        |
| DNF | 55  | Mauro Lucchiari       | Yamaha       | 12     | Uitgevallen | 25   |        |
| DNF | 7   | Pierfrancesco Chili   | Suzuki       | 11     | Ongeluk     | 1    |        |
| DNF | 33  | Robert Ulm            | Kawasaki     | 11     | Uitgevallen | 20   |        |
| DNF | 26  | Jean-Pierre Jeandat   | Honda        | 10     | Uitgevallen | 26   |        |
| DNF | 50  | Martin Craggill       | Suzuki       | 9      | Uitgevallen | 22   |        |
| DNF | 42  | James Haydon          | Suzuki       | 7      | Ongeluk     | 8    |        |
| DNF | 6   | Gregorio Lavilla      | Kawasaki     | 0      | Ongeluk     | 15   |        |
| DNF | 19  | Lucio Pedercini       | Ducati       | 0      | Uitgevallen | 19   |        |

### Race 2
| Pos | Nr  | Rijder                | Constructeur | Rondes | Tijd        | Grid | Punten |
| --- | --- | --------------------- | ------------ | ------ | ----------- | ---- | ------ |
| 1   | 5   | Colin Edwards         | Honda        | 25     | 39:25.558   | 9    | 25     |
| 2   | 1   | Carl Fogarty          | Ducati       | 25     | +4.213      | 2    | 20     |
| 3   | 11  | Troy Corser           | Ducati       | 25     | +10.556     | 3    | 16     |
| 4   | 4   | Akira Yanagawa        | Kawasaki     | 25     | +14.257     | 4    | 13     |
| 5   | 7   | Pierfrancesco Chili   | Suzuki       | 25     | +22.493     | 1    | 11     |
| 6   | 41  | Noriyuki Haga         | Yamaha       | 25     | +27.940     | 10   | 10     |
| 7   | 46  | John Reynolds         | Ducati       | 25     | +33.533     | 12   | 9      |
| 8   | 20  | Doriano Romboni       | Ducati       | 25     | +33.668     | 5    | 8      |
| 9   | 45  | Steve Hislop          | Kawasaki     | 25     | +34.512     | 11   | 7      |
| 10  | 51  | Niall Mackenzie       | Yamaha       | 25     | +49.118     | 14   | 6      |
| 11  | 21  | Katsuaki Fujiwara     | Suzuki       | 25     | +49.560     | 17   | 5      |
| 12  | 33  | Robert Ulm            | Kawasaki     | 25     | +1:03.482   | 20   | 4      |
| 13  | 50  | Martin Craggill       | Suzuki       | 25     | +1:14.224   | 22   | 3      |
| 14  | 39  | Alessandro Gramigni   | Yamaha       | 25     | +1:14.525   | 24   | 2      |
| 15  | 27  | Frédéric Protat       | Ducati       | 25     | +1:30.325   | 23   | 1      |
| 16  | 38  | Lance Isaacs          | Ducati       | 25     | +1:31.934   | 27   |        |
| 17  | 55  | Mauro Lucchiari       | Yamaha       | 25     | +1:33.674   | 25   |        |
| 18  | 26  | Jean-Pierre Jeandat   | Honda        | 22     | +3 ronden   | 26   |        |
| DNF | 48  | Sean Emmett           | Ducati       | 18     | Uitgevallen | 13   |        |
| DNF | 111 | Aaron Slight          | Honda        | 17     | Ongeluk     | 6    |        |
| DNF | 43  | Chris Walker          | Kawasaki     | 13     | Uitgevallen | 7    |        |
| DNF | 42  | James Haydon          | Suzuki       | 11     | Ongeluk     | 8    |        |
| DNF | 18  | Carlos Macias Perdomo | Ducati       | 11     | Uitgevallen | 29   |        |
| DNF | 6   | Gregorio Lavilla      | Kawasaki     | 7      | Ongeluk     | 15   |        |
| DNF | 22  | Vittoriano Guareschi  | Yamaha       | 6      | Uitgevallen | 16   |        |
| DNF | 19  | Lucio Pedercini       | Ducati       | 5      | Uitgevallen | 19   |        |
| DNF | 15  | Igor Jerman           | Kawasaki     | 5      | Uitgevallen | 21   |        |
| DNF | 9   | Peter Goddard         | Aprilia      | 0      | Ongeluk     | 18   |        |
| DNF | 24  | Vladimír Karban       | Suzuki       | 0      | Uitgevallen | 28   |        |

## Supersport
| Pos | Nr | Rijder                | Constructeur | Rondes | Tijd                | Grid | Punten |
| --- | -- | --------------------- | ------------ | ------ | ------------------- | ---- | ------ |
| 1   | 45 | James Whitham         | Yamaha       | 23     | 37:51.458           | 9    | 25     |
| 2   | 3  | Stéphane Chambon      | Suzuki       | 23     | +4.004              | 4    | 20     |
| 3   | 12 | Iain MacPherson       | Kawasaki     | 23     | +12.342             | 2    | 16     |
| 4   | 21 | Jörg Teuchert         | Yamaha       | 23     | +15.572             | 6    | 13     |
| 5   | 25 | William Costes        | Honda        | 23     | +16.370             | 7    | 11     |
| 6   | 7  | Piergiorgio Bontempi  | Yamaha       | 23     | +17.190             | 14   | 10     |
| 7   | 6  | Cristiano Migliorati  | Suzuki       | 23     | +26.363             | 16   | 9      |
| 8   | 52 | James Toseland        | Honda        | 23     | +28.476             | 15   | 8      |
| 9   | 60 | John Crawford         | Suzuki       | 23     | +30.860             | 19   | 7      |
| 10  | 27 | Roberto Panichi       | Bimota       | 23     | +31.859             | 20   | 6      |
| 11  | 22 | Christian Kellner     | Yamaha       | 23     | +33.776             | 18   | 5      |
| 12  | 63 | Ian Simpson           | Honda        | 23     | +40.798             | 25   | 4      |
| 13  | 18 | Camillo Mariottini    | Kawasaki     | 23     | +42.356             | 23   | 3      |
| 14  | 26 | Roberto Teneggi       | Ducati       | 23     | +42.576             | 11   | 2      |
| 15  | 31 | Vittorio Iannuzzo     | Yamaha       | 23     | +43.036             | 26   | 1      |
| 16  | 61 | Jim Moodie            | Honda        | 23     | +43.249             | 17   |        |
| 17  | 62 | Karl Muggeridge       | Honda        | 23     | +49.271             | 21   |        |
| 18  | 20 | Werner Daemen         | Yamaha       | 23     | +54.080             | 31   |        |
| 19  | 39 | David Muscat          | Ducati       | 23     | +57.922             | 28   |        |
| 20  | 42 | David Checa           | Ducati       | 23     | +1:06.070           | 33   |        |
| 21  | 24 | Francesco Monaco      | Ducati       | 23     | +1:13.304           | 29   |        |
| 22  | 55 | Michele Malatesta     | Ducati       | 23     | +1:30.288           | 30   |        |
| 23  | 30 | Giuseppe Fiorillo     | Suzuki       | 23     | +1:39.931           | 36   |        |
| 24  | 16 | Sébastien Charpentier | Honda        | 22     | +1 ronde            | 22   |        |
| DNF | 33 | Luca Conforti         | Kawasaki     | 18     | Uitgevallen         | 32   |        |
| DNF | 29 | Davide Bulega         | Ducati       | 11     | Uitgevallen         | 24   |        |
| DNF | 1  | Fabrizio Pirovano     | Suzuki       | 7      | Ongeluk             | 12   |        |
| DNF | 35 | Christophe Cogan      | Yamaha       | 7      | Uitgevallen         | 27   |        |
| DNF | 34 | Yves Briguet          | Suzuki       | 6      | Ongeluk             | 13   |        |
| DNF | 87 | Tripp Nobles          | Honda        | 4      | Ongeluk             | 35   |        |
| DNF | 23 | Rubén Xaus            | Yamaha       | 1      | Ongeluk             | 10   |        |
| DNF | 4  | Paolo Casoli          | Ducati       | 0      | Ongeluk             | 1    |        |
| DNF | 32 | José David de Gea     | Honda        | 0      | Ongeluk             | 3    |        |
| DNF | 17 | Pere Riba             | Honda        | 0      | Ongeluk             | 5    |        |
| DNF | 8  | Wilco Zeelenberg      | Yamaha       | 0      | Ongeluk             | 8    |        |
| DNF | 69 | Serafino Foti         | Ducati       | 0      | Ongeluk             | 34   |        |
| DNQ | 43 | Norino Brignola       | Bimota       | 0      | Niet gekwalificeerd |      |        |
| DNQ | 57 | Fabio Carpani         | Ducati       | 0      | Niet gekwalificeerd |      |        |
| DNQ | 19 | Walter Tortoroglio    | Suzuki       | 0      | Niet gekwalificeerd |      |        |
| DNQ | 46 | Mauro Sanchini        | Ducati       | 0      | Niet gekwalificeerd |      |        |
| DNQ | 15 | Marco Risitano        | Yamaha       | 0      | Niet gekwalificeerd |      |        |
| DNQ | 40 | Albert Aerts          | Yamaha       | 0      | Niet gekwalificeerd |      |        |
| DNQ | 37 | Marco Borciani        | Honda        | 0      | Niet gekwalificeerd |      |        |
| DNQ | 44 | Claude-Alain Jäggi    | Honda        | 0      | Niet gekwalificeerd |      |        |

## Tussenstanden na wedstrijd

### Superbike
| Pos | Nr  | Rijder         | Team     | Punten |
| --- | --- | -------------- | -------- | ------ |
| 1   | 1   | Carl Fogarty   | Ducati   | 135    |
| 2   | 11  | Troy Corser    | Ducati   | 112    |
| 3   | 5   | Colin Edwards  | Honda    | 97     |
| 4   | 111 | Aaron Slight   | Honda    | 82     |
| 5   | 4   | Akira Yanagawa | Kawasaki | 66     |

### Supersport
| Pos | Nr | Rijder            | Team     | Punten |
| --- | -- | ----------------- | -------- | ------ |
| 1   | 12 | Iain MacPherson   | Kawasaki | 41     |
| 2   | 3  | Stéphane Chambon  | Suzuki   | 40     |
| 3   | 21 | Jörg Teuchert     | Yamaha   | 29     |
| 4   | 45 | James Whitham     | Yamaha   | 25     |
| 5   | 22 | Christian Kellner | Yamaha   | 18     |

1988 · 1989 · 1990 · 1991 · 1992 · 1993 · 1994 (I) · 1994 (II) · 1995 · 1996 · 1997 · 1998 · 1999 · 2000 · 2001 · 2007 · 2008 · 2009 · 2011 · 2012 · 2013 · 2014 · 2015 · 2016 · 2017 · 2018 · 2019 · 2021 · 2022 · 2023 · 2024 · 2025